# 5e division de cavalerie (France)
Pour les articles homonymes, voir 5e division.
La 5e division de cavalerie est une division de cavalerie de l'armée de terre française qui a participé à la Première Guerre mondiale.
Elle combat en Belgique dans la bataille de Charleroi, bat en retraite comme toutes les unités alliées avant de participer à la bataille de l'Ourcq. Elle est impliquée dans la plupart des combats ponctuant la course à la mer jusqu'en novembre 1914. Une fois le front figé, la 5e division de cavalerie est déplacée sur les principales zones d'offensives françaises pour pouvoir exploiter la percée espérée des lignes allemandes. En 1918, la division est engagée dans les combats défensifs du printemps et de l'été.

## Les chefs de la5edivisionde cavalerie
- 18 octobre 1873 - 29 mars 1881 : général de Montaigu
- 23 avril 1881 - mai 1889 : général Charreyron
- 24 mai 1889 : général de Jessé
- 22 décembre 1894 - 21 juillet 1898 : général Duhesme
- 25 juillet 1898 - 24 octobre 1899 : général Donop
- 28 octobre 1899 - 14 février 1902: général Poulleau
- 2 avril 1902 : général Mayniel
- 21 septembre 1907 - 8 avril 1910 : général Sordet[1]
- 1er mai 1913 - 10 septembre 1914 : général Bridoux
- 10 - 28 septembre 1914 : général Lallemand du Marais
- 28 septembre 1914 - 31 mars 1917 : général Allenou
- 31 mars 1917 - 6 janvier 1918 : général Brécard
- 6 janvier - 18 septembre 1918 : général Lacombe de la Tour
- 18 septembre 1918 : général Simon
- 5 mai 1929 - 17 octobre 1929 : général Destremeau

## Avant 1914

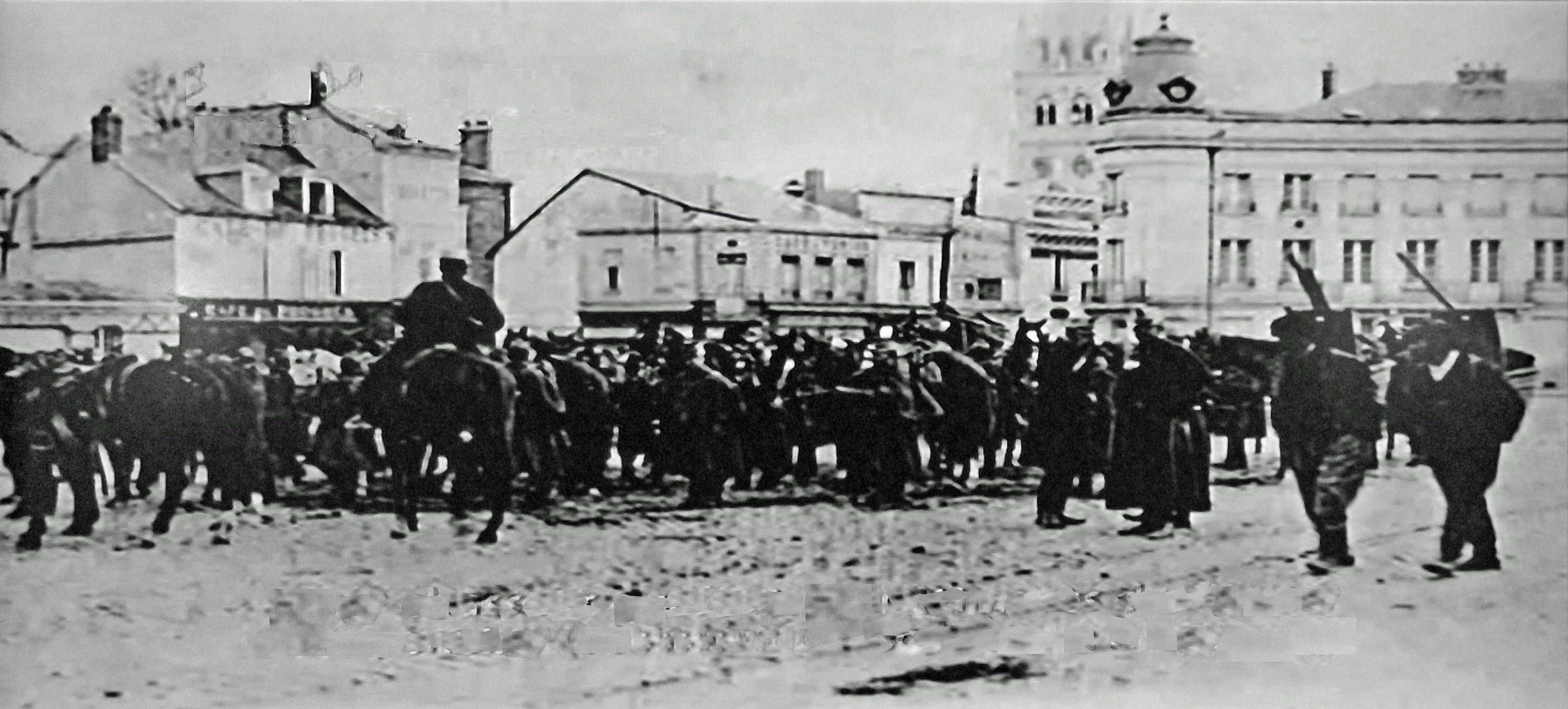
Le de chasseurs en 1911.

## La Première Guerre mondiale

### Composition
- 5e brigade légère :
  - 5e régiment de chasseurs à cheval
  - 15e régiment de chasseurs à cheval

- 3e brigade de dragons :
  - 16e régiment de dragons
  - 22e régiment de dragons

- 7e brigade de dragons
  - 9e régiment de dragons
  - 29e régiment de dragons

- Éléments organiques divisionnaires
  - 5e groupe cyclistes du 29e bataillon de chasseurs à pied
  - 1er groupe de 75 du 61e régiment d'artillerie de campagne
  - sapeurs cyclistes du 9e régiment du génie
  - Groupes d'automitrailleuses et autocanons : 11e et 13e GAMAC

### Historique

#### 1914
- mobilisée dans la 6e région.
- 2 - 4 août : rassemblée vers Poix-Terron.
- 4 - 15 août : exploration vers Beauraing et Liège, puis vers Rochefort et Neufchâteau.
- 15 - 24 août : opérations au nord de la Sambre. À partir du 21 août, engagée sur la Sambre et à l'ouest de Charleroi, dans la bataille de Charleroi.
- 24 août - 6 septembre : repli par Walincourt (le 26 combat de Séranvillers), Épehy, Villers-Faucon, Villers-Carbonnel, Froissy et Méru, jusque vers Saint-Cyr-l'École.
- 6 - 12 septembre : transport par V.F. à Nanteuil-le-Haudouin. Engagée dans la bataille de l'Ourcq, raid sur les arrières allemands, en forêt de Compiègne et de Villers-Cotterêts (sous le commandement du général de Cornulier-Lucinière).
- 12 septembre - 7 octobre : mouvement vers Montdidier, poursuite des troupes allemandes en retraite. Engagement de Templeux-la-Fosse (15 septembre) et de Bohain (16 septembre). À partir du 23 septembre, engagée dans la première bataille de Picardie (combats de Nurlu le 23 septembre et de Péronne le 25 septembre), puis dans la première bataille d'Artois (combats de Boyelles le 28 septembre, de Lens le 4 octobre et d'Aix-Noulette le 5 octobre).
- 7 octobre - 9 novembre : mouvement vers la vallée de la Lys. Engagée aussitôt dans la première bataille des Flandres. Combats de Lestrem, de La Gorgue, de Vieille-Chapelle et d'Ypres. À partir du 17 septembre, engagée dans la bataille de l'Yser, combats de Staden le 20 octobre, de Steenstrate le 22 octobre, de Bixschoote le 24 octobre. Puis stabilisation.
- 9 novembre 1914 - 7 février 1915 : retrait du front, stationnement en réserve, vers Herzeele (éléments en secteur vers Bixschoote et Reninge). À partir du 18 novembre, repos vers Wormhout (du 13 décembre 1914 au 5 février 1915, éléments à pied engagés vers Nieuport ; prise de Saint-Georges).

#### 1915
- 7 février - 4 mai : mouvement vers Auxi-le-Château ; repos et instruction (éléments à pied en secteur vers Wailly et Berles-au-Bois).
- 4 mai - 29 août : mouvement vers Avesnes-le-Comte. Tenue prête à intervenir en vue de la poursuite dans les offensives des 9 mai et 16 juin (seconde bataille d'Artois), non engagée. Le 20 juin, ramenée vers Auxi-le-Château (à partir du 26 juin, éléments à pied en secteur vers Neuville-Saint-Vaast, puis vers Notre-Dame-de-Lorette).
- 29 août - 21 septembre : mouvement vers le sud d'Amiens, à partir du 11 septembre, transport par V.F. dans la région de Sézanne ; repos.
- 21 septembre - 8 octobre : mouvement vers le nord de Châlons-sur-Marne. Tenue prête vers Suippes à intervenir dans la seconde bataille de Champagne (éléments engagés à pied vers Souain).
- 8 - 23 octobre : mouvement vers Esternay ; repos.
- 23 octobre 1915 - 13 août 1916 : mouvement vers le nord ; à partir du 28 octobre, occupation d'un secteur au nord de Prosnes, déplacé à gauche le 17 juillet 1916 vers le nord-ouest de Prosnes et la ferme des Marquises.

#### 1916
- 13 - 21 août : retrait du front, à partir du 16 août, transport par V.F. dans la région de Lunéville.
- 21 août 1916 - 2 janvier 1917 : occupation d'un secteur entre Emberménil et le Sânon.

#### 1917
- 2 janvier - 23 mars : retrait du front ; mouvement vers Montbéliard et Héricourt ; instruction au camp d'Arches et de Villersexel.
- 23 mars - 19 avril : transport par V.F. dans la région de Provins, puis mouvement vers le sud de Pargnan. Tenue prête à intervenir en vue de la poursuite dans la bataille du Chemin des Dames, non engagée.
- 19 avril - 31 mai : mouvement vers Soissons, stationnement (du 30 avril au 10 mai, éléments engagés à pied vers Laffaux ; autres éléments en secteur vers Barisis-aux-Bois).
- 31 mai - 31 juillet : occupation (avec des éléments des 1re et 3e DC) d'un secteur entre Quincy-Basse et Fresnes.
- 31 juillet - 28 août : retrait du front ; repos vers Chantilly.
- 28 août - 30 octobre : mouvement vers l'est de Noyon, puis occupation (avec des éléments des 1re et 3e DC) d'un secteur entre Fresnes et Barisis-aux-Bois.
- 30 octobre - 27 novembre : retrait du front (éléments maintenus en secteur jusqu'au 17 novembre) ; mouvement vers la région de Luzarches ; puis transport par V.F. dans celle de Corbie. Tenue prête vers Nesle, à intervenir en vue de la poursuite dans l'offensive britannique projetée vers Cambrai ; non engagée.
- 27 novembre - 26 décembre : mouvement vers L'Isle-Adam ; repos et instruction.
- 26 décembre 1917 - 3 février 1918 : mouvement vers Noyon ; puis occupation (avec des éléments des 1re et 3e DC) d'un secteur entre Quincy-Basse et Fresnes.

#### 1918
- 3 février - 11 mars : retrait du front (relève par l'armée britannique) ; repos et instruction vers Cuts et travaux sur l'Ailette.
- 11 - 26 mars : mouvement vers Pontoise ; repos.
- 26 mars - 2 avril : mouvement vers Roye. Engagée à pied dans la bataille de l'Avre (seconde bataille de Picardie).
- 2 - 23 avril : retrait du front, reconstitution vers Écos.
- 23 avril - 28 mai : mouvement vers Château-Thierry, puis vers Épernay et repos.
- 28 mai - 6 juin : mouvement vers le sud de Fismes. Engagée dans la troisième bataille de l'Aisne. Combat de Dravegny, le 28 mai, de Cohan le 29 mai et du Charmel le 30 mai. À partir du 1er juin, organisation d'un secteur sur la Marne, entre Mézy et Courthiézy.
- 6 juin - 2 juillet : retrait du front, reconstitution vers Montmirail.
- 2 - 22 juillet : mouvement vers La Chaussée-sur-Marne. À partir du 15 juillet, engagée dans la région d'Épernay dans la quatrième bataille de Champagne. Reprise de Montvoisin et d'Œuilly.
- 22 juillet - 21 septembre : retrait du front ; repos et instruction vers Coulommiers et Château-Thierry, puis le 7 août vers Vanault-les-Dames, enfin le 24 août vers Méry-sur-Seine.
- 21 septembre - 22 octobre : mouvement vers l'Argonne. Tenue prête, vers la Chalade et Passavant-en-Argonne à intervenir en vue de la poursuite dans les offensives franco-américaines (bataille de Champagne et d'Argonne) ; non engagée.
- 22 octobre - 8 novembre : mouvement vers le sud de Vitry-le-François ; repos.
- 8 - 11 novembre : mouvement vers Gondrecourt.

### Affectation
- mobilisation : Corps Sordet
- septembre 1914 : Corps Bridoux
- septembre 1914 : Corps Conneau
- septembre 1914 : 2e corps de cavalerie
- août 1916 : 3e corps de cavalerie
- décembre 1916 : isolée
- mai 1917 : 1er corps d'armée

## L'entre-deux-guerres

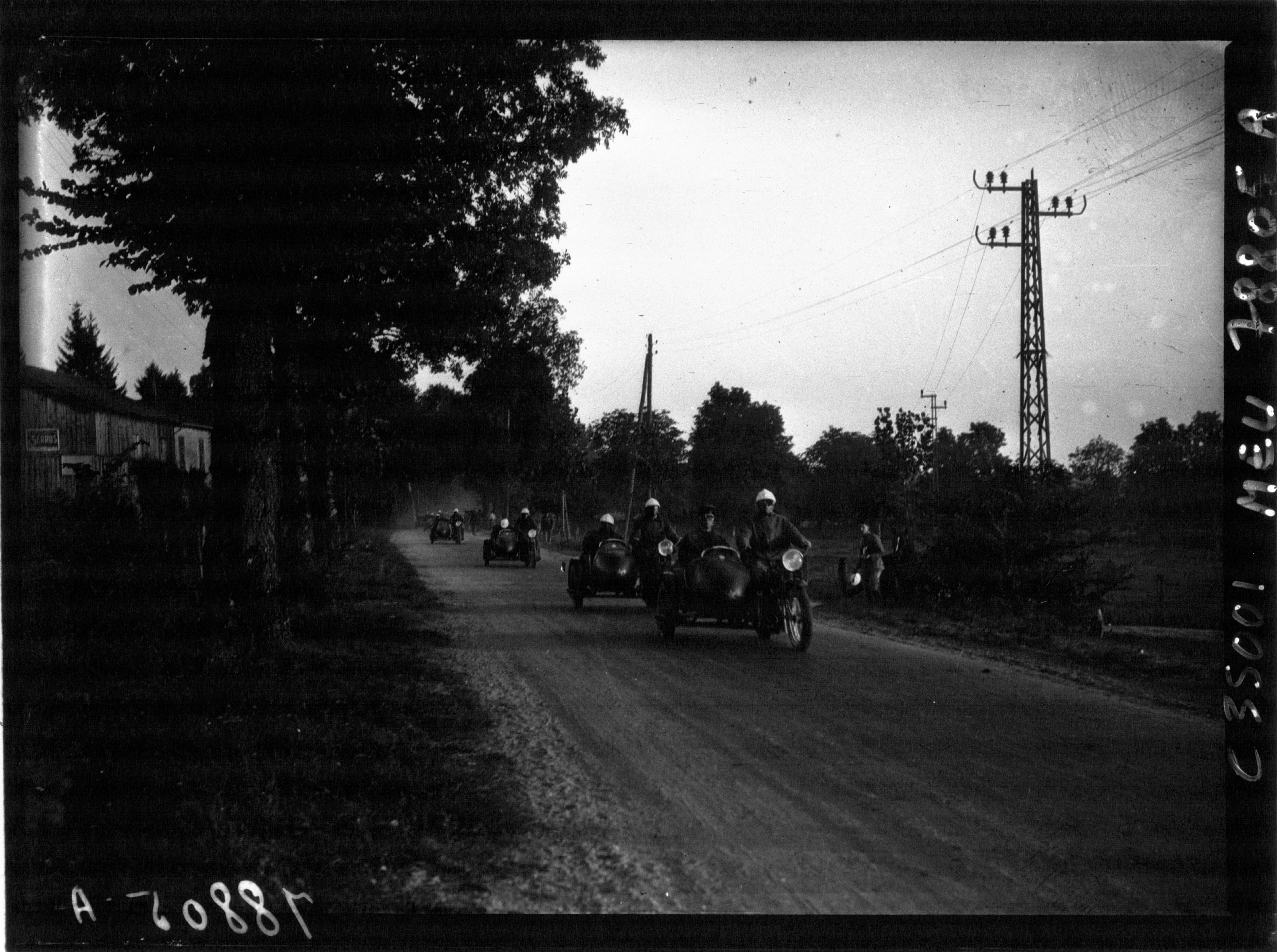
Escadron motocycliste du 5e bataillon de dragons portés lors des manœuvres militaires de Lorraine en septembre 1930.

En 1925, la 5e division de cavalerie a son état-major à Meaux et est constituée des unités suivantes :
- 1re brigade de dragons de Melun :
  - 13e régiment de dragons à Melun,
  - 29e régiment de dragons à Provins.
- 5e brigade de dragons de Meaux :
  - 9e régiment de dragons à Épernay,
  - 23e régiment de dragons à Meaux.
- 5e brigade légère de Compiègne :
  - 5e régiment de chasseurs à Senlis,
  - 15e régiment de chasseurs à Compiègne.

Les 5e et 15e chasseurs sont dissous le 25 octobre 1927. La division reçoit le 5e bataillon de dragons portés en 1930 puis le 5e groupe d'automitrailleuses en 1933.
La 5e division de cavalerie devient la 2e division légère mécanique en 1937.